# Mansión de Cirsti
La Mansión de Cirsti (en letón: Cirstu muižas pils; en alemán: Zirstenhoff) es una casa señorial de dos pisos construida en 1886 en estilo neogótico de ladrillo rojo en la región histórica de Vidzeme, en el norte de Letonia.

## Arquitectura
Como es poco habitual en las estructuras neogóticas en Letonia, la torre hexagonal de tres pisos está separada del edificio principal.